# 수국속

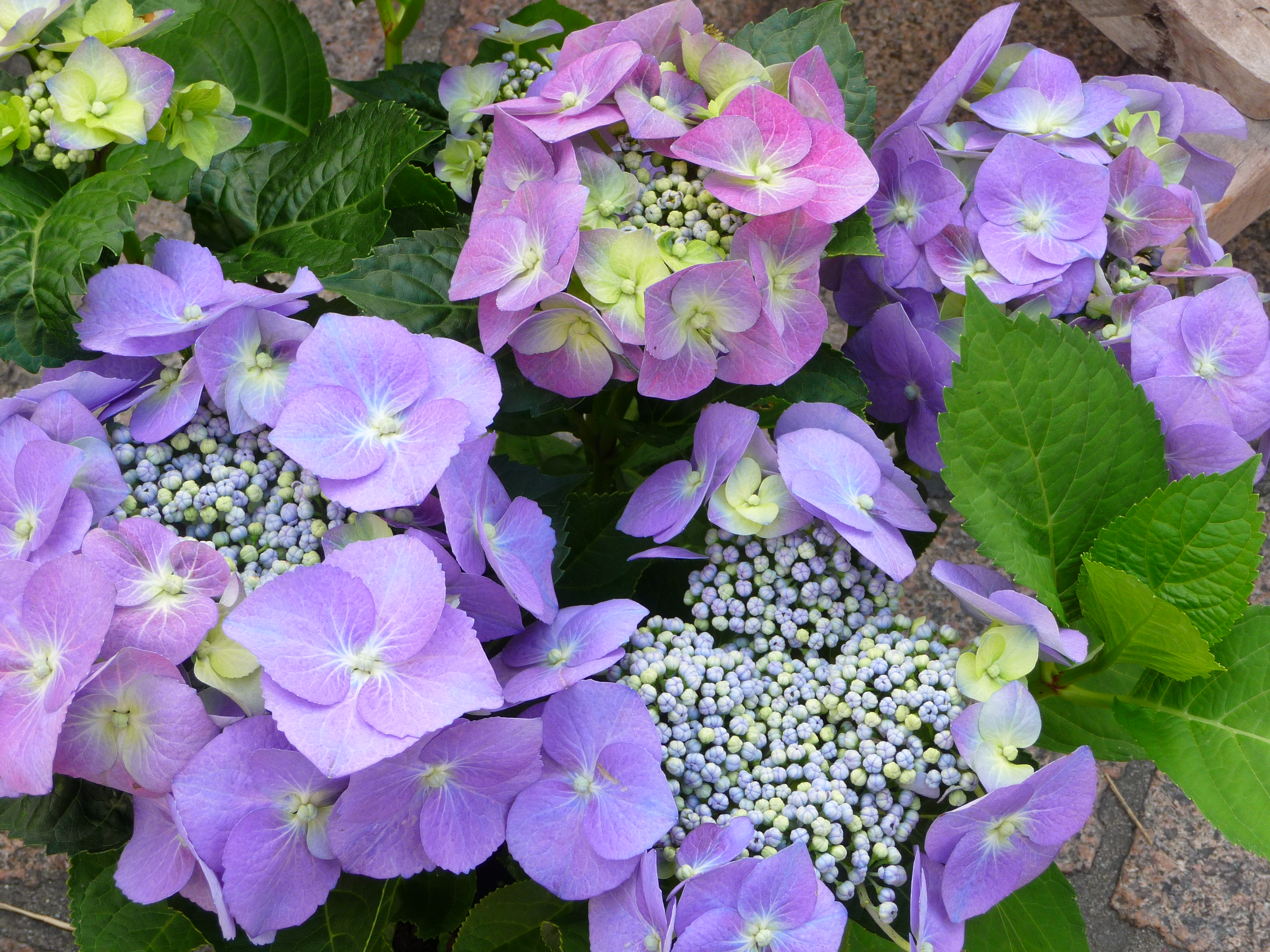

수국속(Hydrangea)은 아시아와 아메리카에 자생하는 75개종 이상의 속씨식물의 속이다. 지금까지 동아시아, 특히 중국, 한국, 일본에서 가장 큰 종 다양성을 보인다. 대부분이 1~3미터 높이의 관목이지만 일부는 작은 나무이고, 그 밖에는 나무를 타고 올라가면서 최대 30미터에 다다르는 덩굴나무이다. 낙엽성 또는 상록식물이지만 대개 경작되는 온난종들은 모두 낙엽성이다.